# Ор'ян Малло
Ор'ян Малло (11 жовтня 1993 , Ліон ) — французька фехтувальниця на шпагах, дворазова срібна призерка Олімпійcьких ігор 2024 року, триразова чемпіонка Європи.

## Виступи на Олімпіадах
| Олімпіада           | Дисципліна          | Місце |
| ------------------- | ------------------- | ----- |
| Ріо-де-Жанейро 2016 | індивідуальна шпага | 30    |
| Ріо-де-Жанейро 2016 | командна шпага      | 7     |
| Париж 2024          | індивідуальна шпага | 2     |
| Париж 2024          | командна шпага      | 2     |